# Preignan
Preignan település Franciaországban, Gers megyében. Lakosainak száma 1217 fő (2022. január 1.). Preignan Auch, Mirepoix, Montaut-les-Créneaux, Roquelaure és Sainte-Christie községekkel határos.

## Népesség
A település népességének változása:
| Lakosok száma | 183  | 499  | 793  | 1015 | 1252 | 1287 | 1276 | 1250 | 1237 | 1217 |
|               | 1968 | 1982 | 1990 | 2006 | 2013 | 2015 | 2017 | 2019 | 2020 | 2022 |